# Waterflow (Nuevo México)
Waterflow es un lugar designado por el censo ubicado en el condado de San Juan en el estado estadounidense de Nuevo México. En el Censo de 2010 tenía una población de 1670 habitantes y una densidad poblacional de 73,9 personas por km².

## Geografía
Waterflow se encuentra ubicado en las coordenadas 36°45′19″N 108°28′11″O / 36.75528, -108.46972. Según la Oficina del Censo de los Estados Unidos, Waterflow tiene una superficie total de 22.6 km², de la cual 21.56 km² corresponden a tierra firme y (4.61%) 1.04 km² es agua.

## Demografía
Según el censo de 2010, había 1670 personas residiendo en Waterflow. La densidad de población era de 73,9 hab./km². De los 1670 habitantes, Waterflow estaba compuesto por el 48.44% blancos, el 0.72% eran afroamericanos, el 44.49% eran amerindios, el 0.18% eran asiáticos, el 0.12% eran isleños del Pacífico, el 2.69% eran de otras razas y el 3.35% pertenecían a dos o más razas. Del total de la población el 10.24% eran hispanos o latinos de cualquier raza.